# شريفة كزارينا
شريفة كزارينا (بالإنجليزية: Sharifah Czarena)‏ وهي طيارة، كانت أول امرأة من بروناي تقوم برحلة جوية على طائرة تجارية. كانت تعمل لدى خطوط رويال بروناي الجوية وقامت بنقل طائرة بوينغ 767 وبوينغ 787,

## عملها
بدأت شريفة تدريبها في عام 2003 ، حيث درست في مدرسة كابير للطيران،كرنفيلد (بيدفوردشير). وبعد تخرجها في عام 2004 ، تم إعارتها من خطوط رويال بروناي الجوية إلى اسكتلندا لمدة عامين، كانت أول من حلق ببوينغ 767 عند عودتها إلى شركة طيران رويال بروناي.
تمت ترقيتها إلى ضابط أول في عام 2007 ، وإلى نقيب في عام 2012. كانت أول امرأة من بروناي تصبح قبطان طائرة تجارية. وفي ذلك الوقت، قالت: «عادة ما يرى الناس مهنة الطيران على أنها مهنة ذكورية مهيمنة. وأنا كامرأة برونايّة أشعر بإنجاز عظيم».
في عام 2016 ، كانت أول امرأة تهبط في جدة ، المملكة العربية السعودية حيث لم يكن مسموح في ذلك الوقت للنساء بالحصول على رخصة للقيادة.